# Datlík (rybník)
Datlík je rybník nacházející se na jižním okraji Hradce Králové v katastru Kluky na území městské části Nový Hradec Králové. Jeho celková katastrální plocha je 4,89 ha a využitelná plocha 3,06 ha (plocha litorálu je 1,83 ha). Průměrná hloubka rybníka je 0,9 m. Jedná se o předposlední rybník z kaskády rybníků Biřička-Cikán–Datlík–Roudnička, která leží na toku potoka Biřička.

## Historie
Rybník byl založen roku 1469. Vznikl zatopením lesa Křivec, který byl v majetku bývalého opatovického kláštera. Roku 1835 byl zrušen, vysušen a jeho plocha byla zalesněna. Roku 1898 byl pak obnoven a zarybněn. O rok později (1899) byla u jeho hráze postavena hájovna. O další dva roky později (1901) byla hráz Datlíku osázena duby, které na ní stojí dodnes. Roku 1914 byly pod hrází na západní straně rybníka zřízeny sádky. Roku 1942 byla postavena současná výpusť rybníka. V roce 1995 došlo k rekonstrukci budovy hájovny. V roce 2002 byl rybník odbahněn.

## Současnost
V současnosti je rybník Datlík stejně jako ostatní vodní plochy ležící v okolí Hradce Králové spravován podnikem Městské lesy Hradec Králové a. s. Probíhá na něm intenzivní chov tržních ryb a chov polodivokých kachen, kterých je ročně 100 ks vysazováno mysliveckým sdružením Podzámčí.
V hájovně u hráze rybníka dnes bydlí současný baštýř královéhradeckých městských lesů Jan Hýsek. U rybníka také každý čtvrtek od 14 do 18 hodin probíhá prodej živých ryb, které lze v případě zájmu nechat na místě usmrtit a vykuchat.

## Galerie

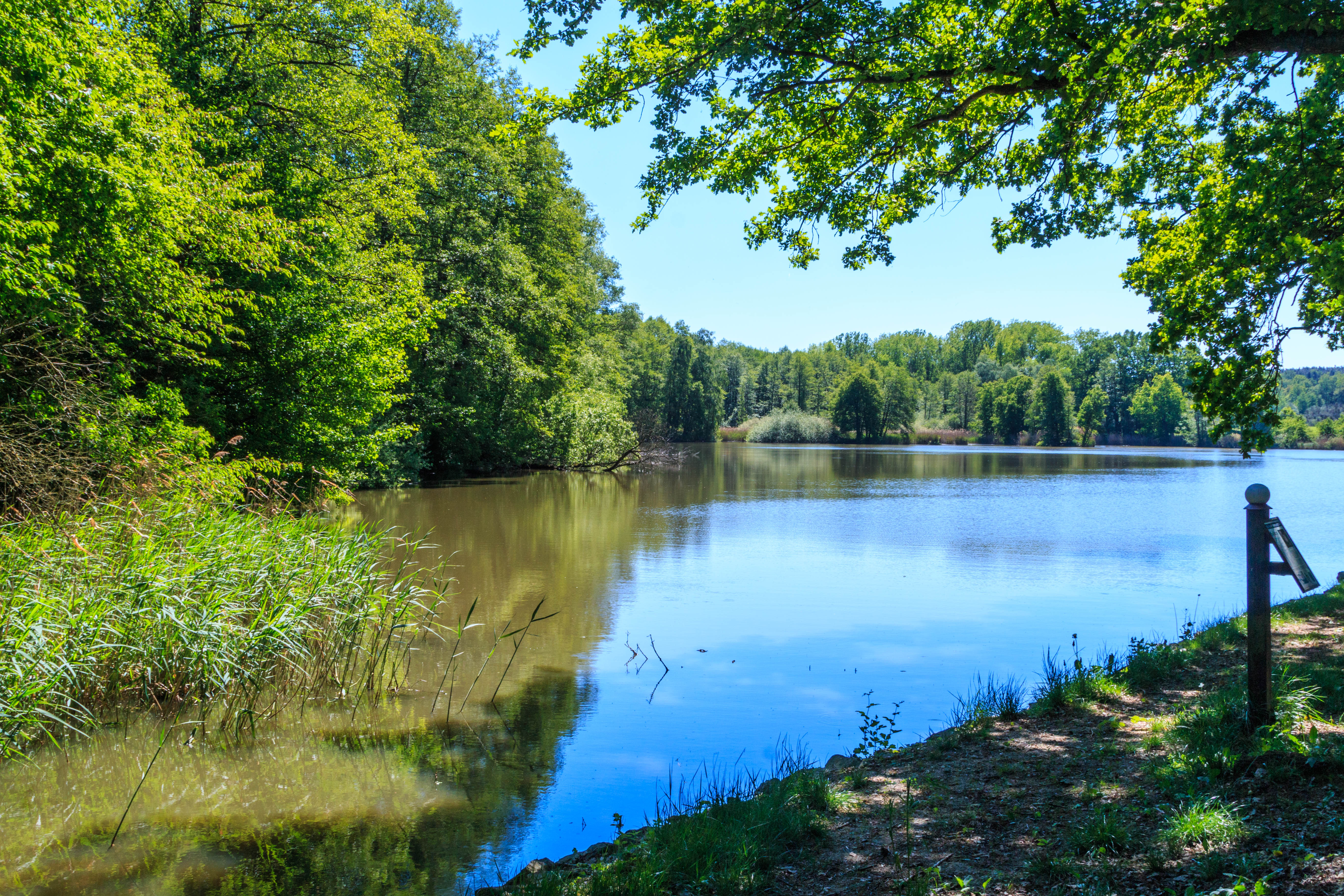
pohled na rybník Datlík u Nového Hradce Králové
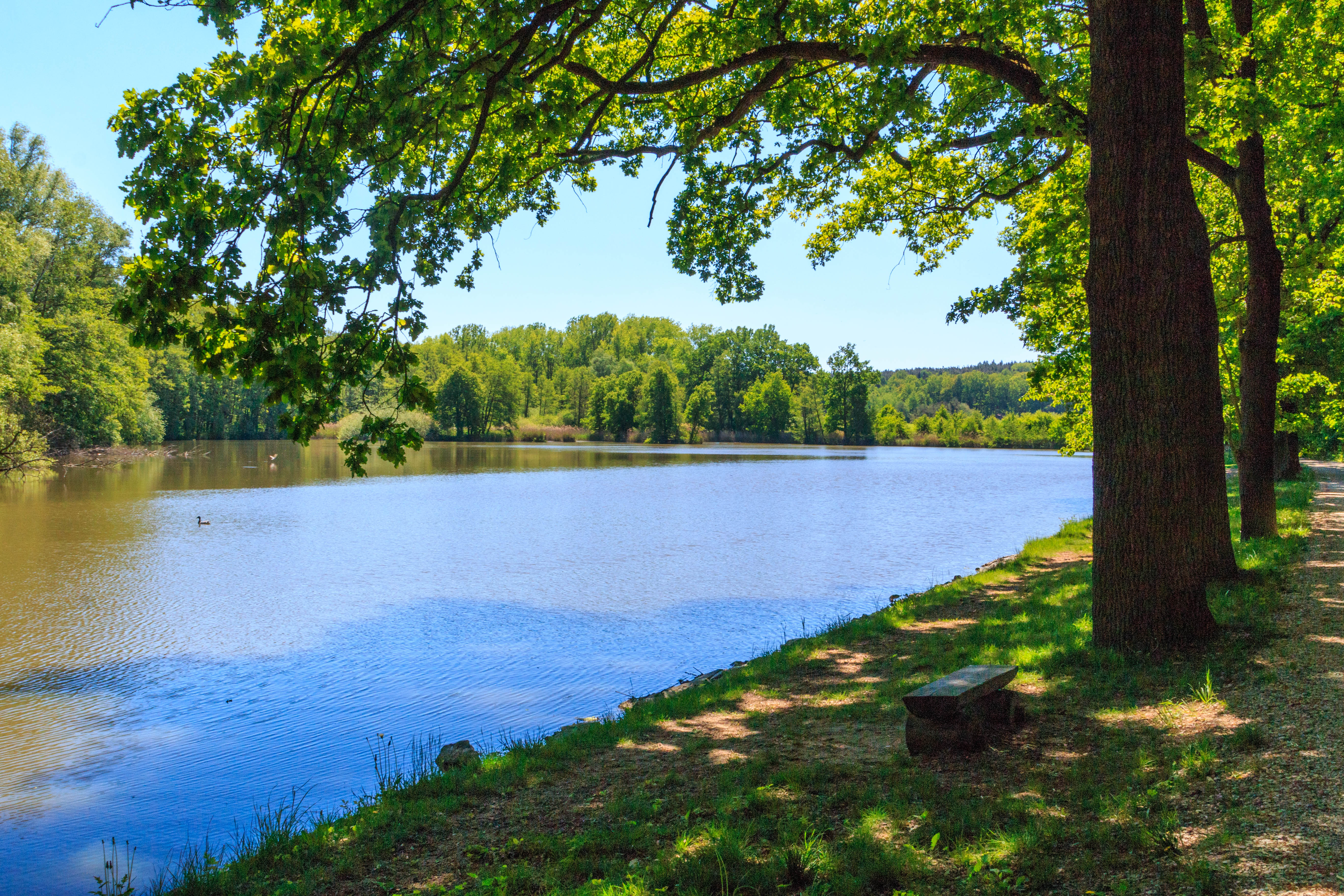
pohled na rybník Datlík u Nového Hradce Králové
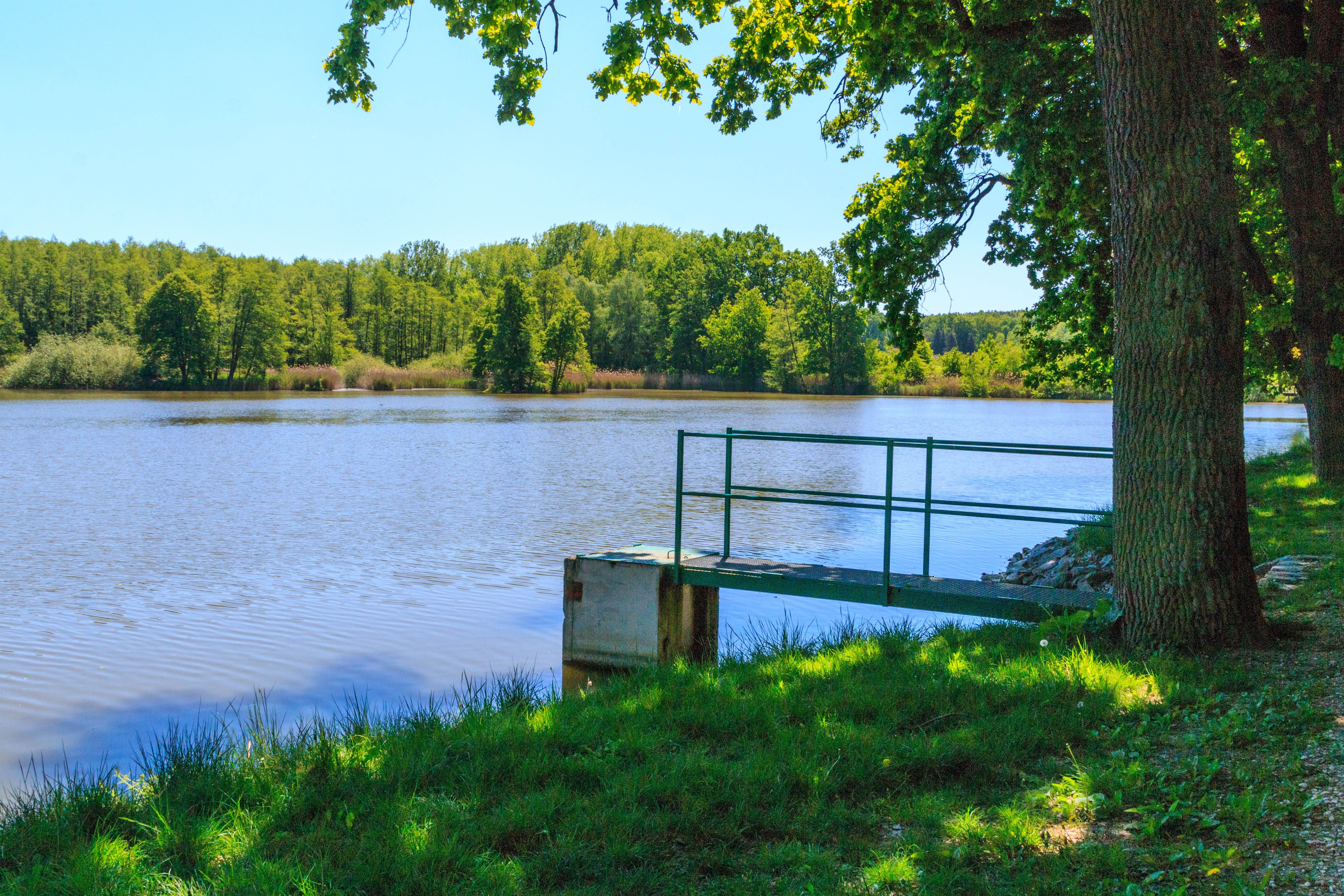
pohled na rybník Datlík u Nového Hradce Králové
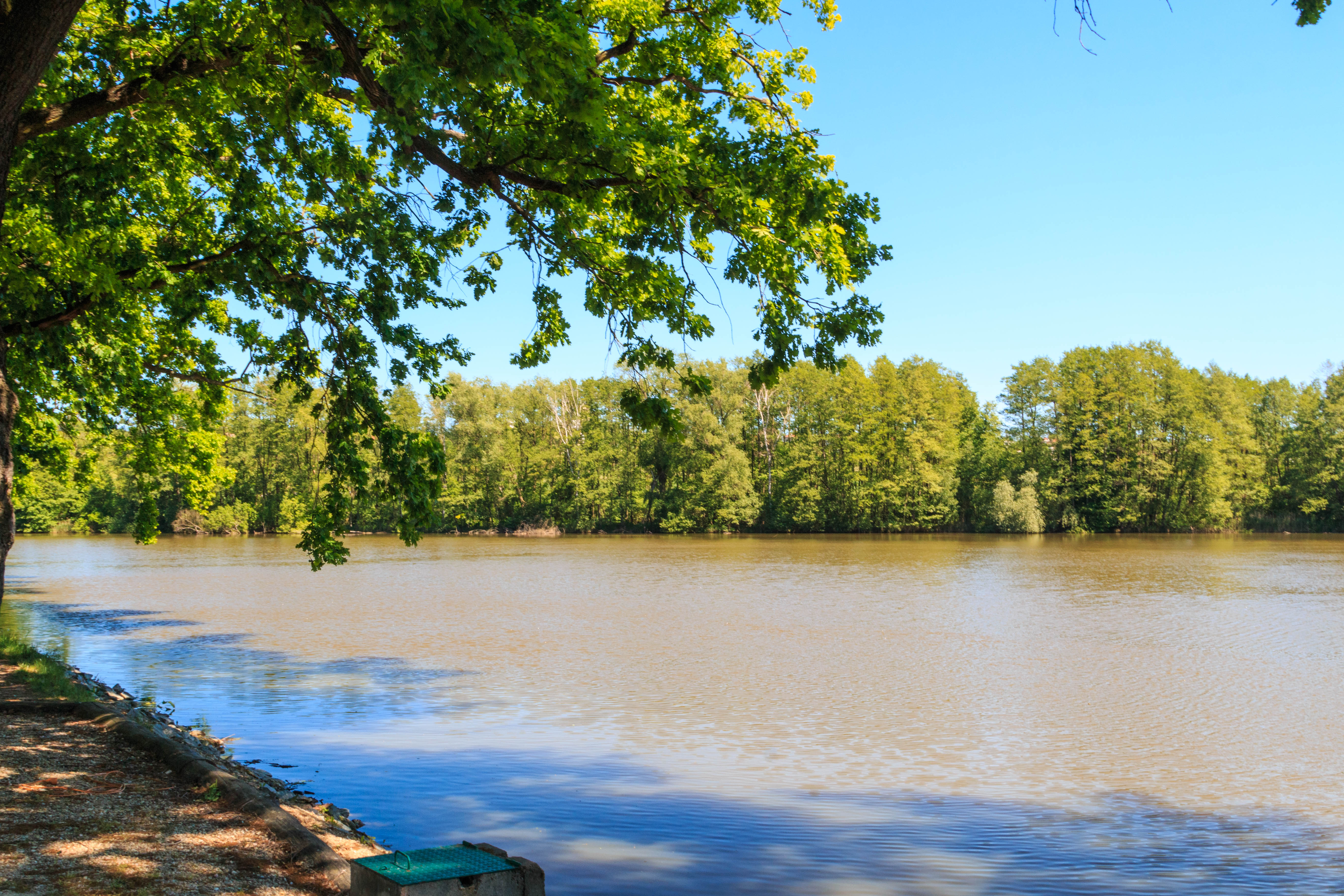
pohled na rybník Datlík u Nového Hradce Králové